# Micole Mercurio
Micole Mercurio (Chicago, 10 marzo 1938 – Santa Monica, 18 gennaio 2016) è stata un'attrice statunitense.

## Biografia
Mercurio è nata a Chicago, in Illinois, il 10 marzo 1938, da Michael Mercurio e Nancy Mercurio (nata Vallo). Era sposata con Albert James Armonda dal quale ebbe quattro figli. Il matrimonio finì con il divorzio. Morì nella sua casa di Santa Monica, in California, il 19 gennaio 2016, all'età di 77 anni.

## Filmografia

### Cinema
- Alligator, regia di Lewis Teague (1980)
- Flashdance, regia di Adrian Lyne (1983)
- Dietro la maschera (Mask), regia di Peter Bogdanovich (1985)
- Due volte nella vita (Twice in a Lifetime), regia di Bud Yorkin (1985)
- Welcome to 18, regia di Terry Carr (1986)
- Bad Guys, regia di Joel Silberg (1986)
- Colors - Colori di guerra (Colors), regia di Dennis Hopper (1988)
- Patto di guerra (War Party), regia di Franc Roddam (1988)
- California Skate (Gleaming the Cube), regia di Graeme Clifford (1989)
- Roxy - Il ritorno di una stella (Welcome Home, Roxy Carmichael), regia di Jim Abrahams (1990)
- Rischiose abitudini (The Grifters), regia di Stephen Frears (1990)
- Warlock - L'angelo dell'apocalisse (Warlock: The Armageddon), regia di Anthony Hickox (1993)
- Quella cosa chiamata amore (The Thing Called Love), regia di Peter Bogdanovich (1993)
- Ricordando Hemingway (Wrestling Ernest Hemingway), regia di Randa Haines (1993)
- Il cliente (The Client), regia di Joel Schumacher (1994)
- Un amore tutto suo (While You Were Sleeping), regia di Jon Turteltaub (1995)
- Due giorni senza respiro (2 Days in the Valley), regia di John Herzfeld (1996)
- Una madre per Lily (Just in Time), regia di Shawn Levy (1997)
- My Engagement Party, regia di Christopher Heisen (1998)
- A Wake in Providence, regia di Rosario Roveto Jr. (1999)
- Le verità nascoste (What Lies Beneath), regia di Robert Zemeckis (2000)
- Jack the Dog, regia di Bobby Roth (2001)
- Bandits, regia di Barry Levinson (2001)
- American Girl, regia di Jordan Brady (2002)
- Eulogy, regia di Michael Clancy (2004)

### Televisione
- Incontri particolari (Circle of Power) - film tv (1981)
- Violazione del codice morale (Money on the Side), regia di Robert L. Collins - film TV (1982)
- T.J. Hooker - serie TV, episodio 2x17 (1983)
- A cuore aperto (St. Elsewhere) - serie TV, episodio 1x21 (1983)
- La mamma è sempre la mamma (Mama's Family) - serie TV, episodio 2x10 (1983)
- L'ultima frontiera (The Last Frontier), regia di Simon Wincer - film tv (1986)
- Blue de Ville - film tv (1986)
- Mary - serie TV, episodio 1x10 (1986)
- Deadly Care - film tv (1987)
- Destination America - film tv (1987)
- Daddy - Un padre ragazzo (Daddy), regia di John Herzfeld - film TV (1987)
- Hill Street giorno e notte (Hill Street Blues) - serie TV, episodi 3x05-3x12-7x16 (1982-1987)
- Giudice di notte (Night Court) - serie TV, episodi 2x19-4x13 (1985-1987)
- L.A. Gangs - film tv (1988)
- Baby Boom - serie TV, episodio 1x05 (1988)
- Roe vs. Wade - film tv (1989)
- Commissione d'esame (How I Got Into College) - film tv (1989)
- When He's Not a Stranger - film tv (1989)
- Avvocati a Los Angeles (L.A. Law) - serie TV, episodio 3x08 (1989)
- Nightmare Classics - serie TV, episodio 1x01 (1989)
- Mancuso F.B.I. (Mancuso, FBI) - serie TV, episodi 1x14-1x15 (1990)
- Lifestories - serie TV, episodio 1x04 (1990)
- La legge di Bird (Gabriel's Fire) - serie TV, episodio 1x08 (1990)
- Empty Nest - serie TV, episodio 3x20 (1991)
- The Chase, regia di Paul Wendkos - film tv (1991)
- Chiaro scuro (What She Doesn't Know) - film tv (1992)
- Striptease killer (Somebody's Daughter) - film tv (1992)
- Elvis and the Colonel: The Untold Story - film tv (1993)
- Il commissario Scali (The Commish) - serie TV, episodio 1x14 (1992)
- Una famiglia come le altre (Life Goes On) - serie TV, episodio 3x22 (1992)
- Judgment Day: The John List Story - film tv (1993)
- Un medico tra gli orsi (Northern Exposure) - serie TV, episodio 5x02 (1993)
- NYPD - New York Police Department (NYPD Blue) - serie TV, episodio 1x16 (1994)
- X-Files (The X Files) - serie TV, episodio 1x23 (1994)
- Grace Under Fire - serie TV, episodio 2x15 (1995)
- Chicago Hope - serie TV, episodi 2x10-3x03 (1995-1996)
- Il cliente (The Client) - serie TV, episodio 1x14 (1996)
- E.R. - Medici in prima linea (ER) - serie TV, episodio 2x14 (1996)
- Norma Jean e Marilyn (Norma Jean & Marilyn) - film tv (1996)
- Public Morals - serie TV, episodio 1x12 (1996)
- Damian Cromwell's Postcards from America - film tv (1997)
- Tell Me No Secrets - film tv (1997)
- Terra promessa (Promised Land) - serie TV, episodio 1x18 (1997)
- The Practice - Professione avvocati (The Practice) - serie TV, episodio 2x08 (1997)
- Pacific Palisades - serie TV, episodio 1x06 (1997)
- Murder One - serie TV, episodio 2x14 (1997)
- Safe Harbor - serie TV, episodio 1x10 (1999)
- Cracker - serie TV, episodio 1x13 (1999)
- Wasteland - serie TV, episodio 1x07 (1999)
- CSI: Scena del crimine (CSI: Crime Scene Investigation) - serie TV, episodio 2x13 (2002)
- The Guardian - serie TV, episodi 1x17-3x06 (2002-2004)
- Commander in Chief - serie TV, episodio 1x14 (2006)
- Claire - film tv (2007)
- FlashForward - serie TV, episodio 1x05 (2009)

## Doppiatrici italiane
- Germana Dominici in Flashdance, Dietro la maschera
- Paola Piccinato in E.R. - Medici in prima linea
- Rita Savagnone in Le verità nascoste